# الطاهر زوقاري
الطاهر زوقاري (Zougari Tahar)  مناضل وسياسي جزائري من مواليد 08 ديسمبر 1904 بمدينة غليزان وعَمِل رئيسًا نادي سريع غليزان.

## نشأته
عاش يتيم الوالدين وتولت خالته التي كانت تسكن مع زوجها الدركي بمنداس رعايته، درس في مدرسة منداس الإبتدائية ثم واصل تعليمه بالسوقر، ومن بعدها بلعباس  وتحصل عل شهادة الكفاءة المهنية ثم انتقل لمدينة دلس وتابع فيها التكوين قسم كهرباء السيارات والعمارات وفي سنة 1930 عمل في هذا المجال بنهج بلعسل بغليزان .

## نضاله
مر الطاهر زوقاري بالعديد من المحطات النضالية جمعوية وسياسية وكذلك رياضية .ومن أهم آثاره :
- 1958-1934 الرئيس الثاني لسريع غليزان .
- 1948: كاتب للجمعية المحلية للمدرسة الحرة.
- 1949: كاتب شعبة جمعية العلماء المسلمين .
- 1956: مسؤول قسم المساعدات والتجهيزات .

## إستشهاده
أستشهد الفقيد أثناء حصار مدينة غليزان يوم 02 أوت 1958  بعد تعذيبه بإحد مزارع المعمرين . ودفن بمقبرة دار بن عبد الله .

## ذكرى
تسمية ملعب  سريع غليزان تيمنا بالشهيد زوقاري الطاهر .